# Fá d'Ambô

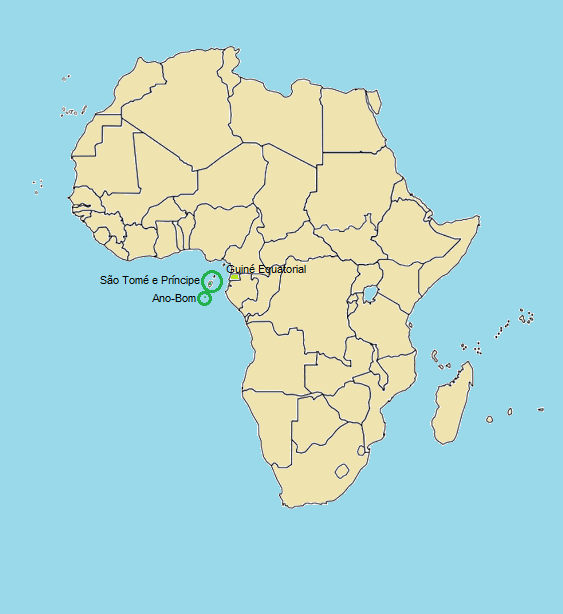
Carte montrant le golfe de Guinée et l'île d'Ano-Bom

Le fá d’Ambô est une langue créole à base lexicale portugaise parlée en Guinée équatoriale, surtout dans l'île méridionale d'Annobón mais également dans celle septentrionale de Bioko notamment en la capitale Malabo et sur la côte.
Son nombre total de locuteurs est estimé à 3 100.